# Collection Fajszi
La Collection Fajszi ou Fonds Fajszi (en hongrois : Fajszi-gyűjtemény ; en espéranto : Kolektaĵo Fajszi) est un fonds autonome de la Bibliothèque nationale en langues étrangères de Hongrie, dont les documents et livres ont été rassemblés par Károly Fajszi dont elle tire son nom. Elle représente notamment le quatrième fonds espérantophone du monde.